# Austin (album)
Austin è il quinto album in studio del cantante statunitense Post Malone, pubblicato il 28 luglio 2023 da Republic e Mercury. 
Di genere synth-pop e alternative rock, è il primo progetto di Post Malone a non contenere alcuna partecipazione di artisti ospiti.

## Promozione
Il 15 maggio 2023 il cantante ha pubblicato un video su Instagram per annunciare l'album, il cui titolo è il suo nome di battesimo. Malone ha rivelato di aver utilizzato un diverso approccio artistico. Post Malone ha aggiunto di aver suonato la chitarra in ogni singola canzone dell'album, definendo il processo di creazione una «esperienza divertente». Ha descritto il disco come «la musica più impegnativa e gratificante» che abbia mai realizzato, frutto del costante lavoro di se stesso per realizzarlo. Lo stesso giorno, Malone ha anche annunciato le date nordamericane del suo If Ya'll Weren't Here, I'd Be Crying Tour per accompagnare l'uscita dell'album, in seguito esteso al resto del mondo.

### Singoli
Il 14 aprile 2023 Post Malone ha pubblicato il singolo di apertura dell'album, Chemical. Il secondo singolo dell'album, Mourning, è stato pubblicato il 19 maggio. Il terzo e ultimo singolo, Overdrive, è stato pubblicato il 14 luglio. Tutti i singoli sono stati prodotti da Malone stesso, Andrew Watt e Louis Bell, come la maggior parte delle canzoni dell'album.

## Accoglienza
Austin ha ricevuto un punteggio di 66 su 100 sull'aggregatore di recensioni Metacritic, basato su dieci recensioni, che indica un'accoglienza «generalmente favorevole».
Erica Campbell di NME ha scritto che «il passaggio dai ritmi trap e dall'hip-hop al pop più puro si adatta bene a Malone, dimostrando che rallentare può essere un vantaggio creativo, soprattutto quando si è nella direzione giusta», mentre Robin Murray di Clash ha descritto Austin come «un album che osa andare controcorrente, e che al suo meglio può essere genuinamente commovente».

## Tracce
1. Don't Understand – 3:03
2. Something Real – 3:25
3. Chemical – 3:04
4. Novacandy – 3:17
5. Mourning – 2:28
6. Too Cool to Die – 3:25
7. Sign Me Up – 3:19
8. Socialite – 3:20
9. Overdrive – 2:28
10. Speedometer – 2:42
11. Hold My Breath – 3:29
12. Enough Is Enough – 2:45
13. Texas Tea – 2:20
14. Buyer Beware – 2:53
15. Landmine – 3:05
16. Green Thumb – 2:39
17. Laugh It Off – 4:06

Traccia bonus
1. Joy – 4:47